# Rapport d'expansion de la tuyère
Le rapport d'expansion (ou rapport de section) d'une tuyère de moteur-fusée est le rapport entre l'aire de la section de sortie de la tuyère et l'aire du col de la tuyère (section la plus étroite de la tuyère, où le nombre de Mach est 1).
Ce rapport est plus grand que 1 et est une des caractéristiques les plus importantes d'une tuyère.
Quelques exemples de rapport de section :
- Vulcain 2 : 58,3
- Vinci : 243